# Matthias Keller (Synchronsprecher)
Matthias Keller (* 1970 in Frankfurt am Main) ist ein deutscher Musiker, Sänger, Synchronsprecher, Off-Sprecher, Moderator sowie Hörbuch- und Hörspielsprecher.

## Leben und Karriere
Matthias Keller wurde 1970 in Frankfurt am Main geboren und absolvierte 1990 sein Abitur am Bischof-Neumann-Gymnasium in Königstein. Danach begann er eine Lehre als Schreiner in Oberursel, brach sie jedoch nach einem halben Jahr wieder ab. Von 1993 bis 1994 war er als Texter bei Saatchi & Saatchi und anschließend bei Tbwa und Lowe & Partners in Frankfurt tätig.
Keller steht seit 1995 hauptberuflich als selbständiger Profisprecher vor dem Mikrofon und zählt zu den bekanntesten Sprechern aus dem Rhein-Main-Gebiet. Von 1996 bis 1998 war er zudem als TV-Moderator beim Düsseldorfer Kindersender Nickelodeon angestellt und absolvierte ein Sprech- und Stimmcoaching bei Joachim Filliés (DGSS) in Wiesbaden.
Keller ist unter anderem bekannt als die Stationvoice von hr1. Zudem ist er der Erzähler der Winnie Puuh-Hörspiele von Walt Disney. Seit 2003 ist er außerdem festes Ensemblemitglied in der Comedy-Hörspielserie Die Ferienbande und in der Rolle des Erzählers und als Kommissar Tappert zu hören. Seit 2004 wirkt er des Weiteren bei der Hörspiel-Musical-Serie Prinzessin Lillifee mit, schreibt die Songtexte und übernimmt diverse Rollen.
Auch ist er als Werbesprecher für Unternehmen wie Apple, Deutsche Bahn, Deutsche Bank, McDonald’s und Red Bull bekannt und ist regelmäßig in verschiedenen Rollen in Filmen und Serien zu hören. Zudem sprach er zahlreiche Rollen in Computerspielen ein und ist dabei vor allem bekannt für seine Rolle als Polizist Leon S. Kennedy in den 2019 und 2023 erschienenen Remakes der Resident-Evil-Teile Resident Evil 2 und Resident Evil 4. Diese Rolle übernahm er auch in der Streaming-Fernsehserie Resident Evil: Infinite Darkness. Außerdem übernahm er im 4. Teil der Just-Cause-Reihe als Nachfolger von Moritz Bleibtreu die Hauptrolle des Rico Rodriguez. Zudem sprach er wichtige Rollen in Spielen wie Call of Duty: Black Ops 2 oder Alien: Isolation ein. Für das im Jahr 2025 erscheinende Videospiel Gothic Remake wird er darüber hinaus unter anderem die Rolle des Diego übernehmen. Keller hatte sich in einer von den Entwicklern ausgetragenen Abstimmung gegen die anderen zur Wahl standenen Sprecher Carlos Lobo und Tom Vogt durchgesetzt.
Neben diesen Tätigkeiten ist er seit 2016 Stammsprecher für die Zeitung Die Zeit und spricht diverse Artikel zum Hören ein.
Im Jahr 2012 performte er, gemeinsam mit der NDR-Radiophilharmonie, die Weihnachtsgeschichte von Charles Dickens als Live-Hörspiel. Die CD wurde mit dem Deutschen Kinderhörbuchpreis ausgezeichnet.
2022 erschien sein erster Hörcomic Knallharte Tauben, in dem er alle Rollen und Soundeffekte einsprach.
Am 12. Juli 2024 erschien seine erste Single seines neuen Musikprojekts namens Wald mit dem Titel Angstherzen. 
Keller lebt in seiner Geburtsstadt Frankfurt am Main.

## Hörspiele (Auswahl)
- 1997: Karl Karst: Schule des Hörens: Das Ohr. Ein Radio-Puzzle (2 Teile) (Junger Mann) – Regie: Karl Karst (Original-Hörspiel – HR/RB)
- 1998: Martin Gehlen, Filippo Tiberia: Nebensache und Das Mädchen, das so flüssig war, daß es nur in einem Glas herumlaufen konnte (Sprecher) – Regie: Burkhard Schmid (Originalhörspiel, Kurzhörspiel – RB)
- 1999: Deborah Tucker, Stephen Bain: Stadt der Hände (Singstimme, Clive) – Übersetzung und Regie: Burkhard Schmid (Originalhörspiel – WDR)
- 2003: Jan Friedhoff: Die Kinder bringen den Müll raus (Komposition und Sprechrolle: Mann mit Puschelmikro) – Regie: Burkhard Schmid (Originalhörspiel – SR/DLR/RB)
- 2009: Sylvia Schreiber: Starke Stücke für Kinder: Die Matthäuspassion (Musik: Orgel) – Regie: Sylvia Schreiber (Originalhörspiel, Kinderhörspiel, Musikalisches Hörspiel – BR/Igel-Records)
- 2012: Charles Dickens: A Christmas Carol – Ein Weihnachtsabend (Passant/Cratchit/Marleys Geist/Geist 1/Geist 2/Mann 1/Mann 2/Dieb/Junge) – Bearbeitung, Komposition und Regie: Henrik Albrecht (Hörspielbearbeitung, Musikalisches Hörspiel, Kinderhörspiel – NDR)
  - Auszeichnung: Deutscher Kinderhörbuchpreis BEO 2013 (Sonderpreis: Musik im Kinderhörbuch)

Quelle: ARD-Hörspieldatenbank

## Weitere Sprechrollen (Auswahl)
Toshiyuki Morikawa
- 2012: Sword Art Online als Seijirou Kikuoka / Chrysheight
- 2014: Sword Art Online II als Seijirou Kikuoka / Chrysheight
- 2017: Sword Art Online – The Movie: Ordinal Scale als Seijirou Kikuoka
- 2018–2019: Sword Art Online: Alicization als Seijirou Kikuoka / Chrysheight
- 2019–2020: Sword Art Online: Alicization – War of Underworld als Seijirou Kikuoka

Tomokazu Seki
- 2008: Rosario + Vampire als Gin'ei Morioka (Synchro 2018)
- 2008: Rosario + Vampire Capu2 als Gin'ei Morioka (Synchro 2018)

Nathan Cooper
- 2017: Leatherface als Barry Farnsworth
- 2018: Day of the Dead: Bloodline als Savin (1. Synchro DVD)

### Filme
- 1996: Für Danny Gilmore in Lilies – Theater der Leidenschaft als Vallier de Tilly
- 2001: Für Paweł Deląg in Quo Vadis? als Marcus
- 2005: Für Gavin Rossdale in Das Wunder von Belo Horizonte als Stanley Mortensen
- 2007: Für Drew Fuller in Das ultimative Geschenk als Jason Stevens
- 2007: Für Jason Berzuk in Nobody als Dom
- 2007: Für Zachary Levi in The Spiral – Tödliches Geheimnis als Berkeley
- 2008: Für Igor Gasparyan in Hitler geht kaputt als Adolf Hitler
- 2010: Für Jake Weary in Altitude – Tödliche Höhe als Sal
- 2011: Für Hiroshi Abe in Der Admiral – Krieg im Pazifik als Tamon Yamaguchi
- 2011: Für Matthew Marsden in Die Atlas Trilogie – Wer ist John Galt? als James Taggart
- 2011: Für Will Forte in A Good Old Fashioned Orgy als Glenn
- 2012: Für Billy Magnussen in Schmerzensgeld – Wer reich sein will, muss leiden als Arnie
- 2012: Für James Duval in Sushi Girl als Francis
- 2012: Für Pep Anton Muñoz in Tad Stones – Der verlorene Jäger des Schatzes! als Max Mordon
- 2016: Für Petio Petkov in Undisputed IV – Boyka Is Back als Dominic
- 2017: Für Michael Schweizer Anliker in Blue My Mind als Dieter
- 2018: Für Vincent Leclerc in Der unverhoffte Charme des Geldes als Jean-Claude
- 2021: Für Andrei Alén in Mittsommerlust als Olavi
- 2021: Für Jonathan Medina in Offseason – Insel des Grauens als Mr. Clayton
- 2021: Für Cheyenne Jackson in Werewolves Within als Devon
- 2022: Für Henrik Mestad in Sick of Myself als Espen
- 2022: Für Filippo Nigro in Die Yacht als Flavio
- 2023: Für Morten Holst in Dark Windows als Bob
- 2023: Für Steve Laplante in Feinfühlige Vampirin sucht lebensmüdes Opfer als Aurelien
- 2023: Für Michael Abbott Jr. in The Last Stop in Yuma County als Charlie
- 2023: Für Jeb Berrier in New Life als Vince Harding
- 2023: Für Michael Ian Black in Spinning Gold – Der Soundtrack deines Lebens als Bill Aucoin
- 2024: Für Marton Csokas in Cuckoo als Luis

### Serien
- 2001: Für Mitsuru Miyamoto in Baki als Kureha Shinogi (Synchro 2012)
- 2002: Für Anthony Calf in Inspector Foyle als Martin Keller (Synchro 2023)
- 2004: Für Maurice LaMarche in Tripping the Rift als Gus (Synchro 2009)
- 2005–2006: Für Jun'ichi Suwabe in Blood+ als Van Argiano
- 2005: Für Steven Brand in McBride als Hanson Collier (Synchro 2014)
- 2007–2011: Für Alexander Armstrong in The Sarah Jane Adventures als Mr. Smith (Synchro 2018)
- 2010: Für Robrecht Vanden Thoren in Code 37 als Frank
- 2011–2012: Für Ryoutarou Okiayu in Fate/Zero als Berserker / Lanzelot
- 2011–2012: Für Nobutoshi Kanna in Guilty Crown als Makoto Waltz Segai
- 2014: Für Ken Narita in Akame ga Kill – Schwerter der Assassinen als Dr. Stylish
- 2015–2016: Für Shun Takagi in Assassination Classroom als Tomoya Seo
- 2016: Für Lucas Van Dam in Coppers als Fred Mertens
- 2021: Für Nick Apostolides in Resident Evil: Infinite Darkness als Leon S. Kennedy

### Videospiele
- 2010: Die Siedler 7 als Dracorian
- 2011: Star Wars: The Old Republic als Jedi-Ritter
- 2012: The Amazing Spider-Man als Anstalt-Insasse
- 2012: Diablo III
- 2012: Call of Duty: Black Ops 2 als David Mason
- 2014: Alien: Isolation als CV4, Spedding, SS3
- 2015: Total War: Attila als Hunnic Mtd. 2
- 2017: Destiny 2 als Cayde-6
- 2018: Just Cause 4 als Rico Rodriguez
- 2019: Resident Evil 2 als Leon S. Kennedy
- 2020: Call of Duty: Black Ops Cold War als Russian Team Leader
- 2022: Horizon Forbidden West als TeKotteh
- 2023: Resident Evil 4 als Leon S. Kennedy
- 2023: Starfield